# 天啟棍
天啟棍，甘肅、青海武術，也称为河州棍、魏家棍或河州魏家棍，此外还有“天齐棍”的之称，是甘肅省非物质文化遗产。

## 源流
关于临夏天启棍的历史起源有两种说法。一种说法是王富海从山东学来之说。这种说法源于临夏县志的记载：“王富海俗名王大脚，咸丰同治年间年近古稀，精技击，幼从山东得一拳术，名曰天启棍。”另一种说法为至善禅师传棍之说。传说在清朝乾隆年间，少林寺因从事反清活动，被清廷焚毁，方丈至善禅师北逃至宁夏，在天齐庙传此棍法，并借庙名而曰“天齐棍”，兩種說法比較起來，是王富海自山東學棍的說法較為可信。
由於因天启棍第二代传人魏廷魁为天启棍法的传承跟发展做出卓越的贡献，所以也被后人称为 “魏家棍”。

## 介紹
天启棍风格古朴粗犷，梢把并用，握法灵活多变，转换巧妙，技击犀利刁钻，多用兵法，是少林双头棍揭打流派中的典型代表。棍法讲究“棍棍着力”，强调抡棍击打时松肩活肘，伸臂展腰，蹬腿探身，使棍长伸击远，不论是猛抡大扫，还是长劈远挑都重腰部发力，使棍头生风，落地成
坑，表现出长而不空，远而不散，是粗犷中张驰有度的运动风格。快速勇猛，力透棍尖，风
声呼呼，击打一大片是棍术运动的共同特征。换手调把，梢把并用，在不断地变化握法中变
换棍法乃是天启棍有别于其它棍派的个性特征。
天启棍的换手调把是在快速的运动中进行的，其棍法变化的突然性，给人以出其不意，变幻莫测，防不胜防的感觉。同时，换手调把在天启棍的棍术之中也起着承前启后的作用，通过换手调把，使棍在前力将尽时而又生后力，表现出势势相连，招招紧接，一气呵成的演练效果。

## 套路
天启棍法中的棍子套路有天门棍、 八虎棍 ﹙该棍有大小两个套路﹚、母子棍、醉棍、紫苏棍、 风魔棍、黄龙棍等。

## 來源
1. 1 2 3  .   [2023-01-06]. （原始内容存档于2023-01-06）.
2. 1 2  侯尚達、方汝楫、侯文琳《天启棍研究续编》